# Strasser Miksa
Strasser Miksa (Pápa, 1864. december 23. – Budapest, Terézváros, 1934. november 16.) mérnök, újságíró, lapszerkesztő. Unokája Garas Klára művészettörténész.

## Élete
Strasser József és Braun Rozália fia. Székesfehérváron érettségizett. 1888-ban a budapesti Műegyetemen szerzett oklevelet, majd hosszabb külföldi tanulmányutat tett. Hegyi és más vasutakat épített, elsősorban Galíciában. Több Tisza- és Duna-híd is az ő alkotása, többek között a komáromi Duna-híd és az algyői Tisza-híd. Főtitkára volt a Magánmérnökök Országos Szövetségének és felelős szerkesztője a Közmunka című lapnak. Szakcikkei jelentek meg napilapokban és szaklapokban, főleg mérnökgazdasági kérdésekről.

## Magánélete
Felesége Stauber Karolin volt. 
Gyermekei
- Strasser Ilona (1891–1975).[3] Első férje Ritter Nátán, második férje László Jenő (1883–?) mérnök volt.[4]
- Strasser Margit (1892–?). Férje Vas (Weinberger) Gusztáv (1876–?) fűrészgyári igazgató volt.[5]
- Strasser Irén (1894–?). Férje 1918 és 1933 között Garas Pál gépészmérnök volt.
- Strasser József (1897–?) mérnök. Felesége Meller Laura (1898–?) orvos volt.